# When Knights Were Bold
When Knights Were Bold er en amerikansk stumfilm fra 1908 af Wallace McCutcheon.

## Medvirkende
- Linda Arvidson
- D. W. Griffith
- Harry Solter